# Beawar
Beawar is een nagar panchayat (plaats) in het district Ajmer van de Indiase staat Rajasthan. 

## Demografie
Volgens de Indiase volkstelling van 2001 wonen er 123.701 mensen in Beawar, waarvan 52% mannelijk en 48% vrouwelijk is. De plaats heeft een alfabetiseringsgraad van 71%. 